# Singularity (sistema operativo)

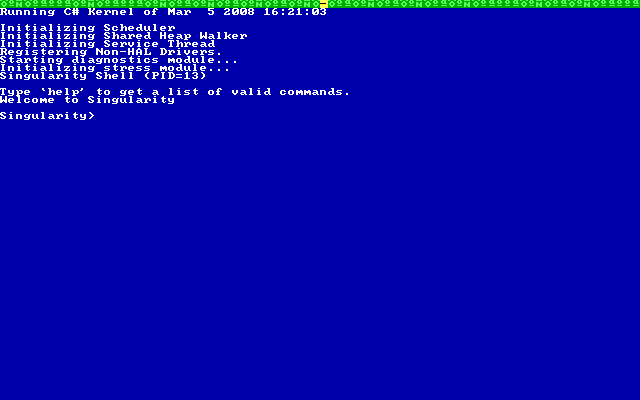
Captura de tela do sistema operacional Singularity.

Singularity é um projeto de pesquisa da Microsoft focado na construção de sistemas operativos com micronúcleos modulares, usando C#.